# Nadežda di Bulgaria
Nadežda di Bulgaria, (nome completo Nadežda Clementina Maria Pia Majella di Sassonia-Coburgo-Gotha) (Sofia, 30 gennaio 1899 – Stoccarda, 15 febbraio 1958), nata principessa di Bulgaria, principessa di Sassonia-Coburgo-Gotha e duchessa di Gotha, divenne duchessa consorte del Württemberg come moglie del duca Alberto del Württemberg.

## Biografia

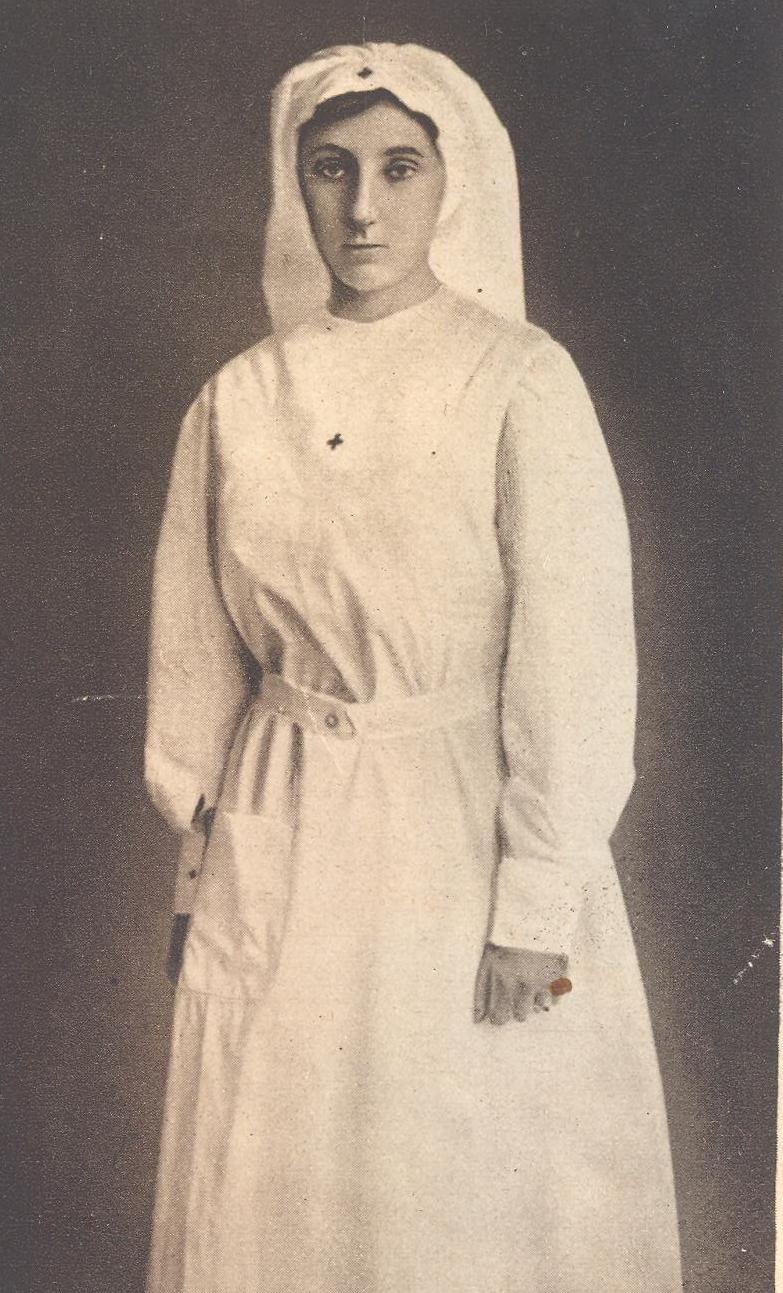
La principessa Nadežda di Bulgaria.

Nadežda nacque il 30 gennaio 1899 a Sofia, ultimogenita dello zar Ferdinando I di Bulgaria e della consorte, Maria Luisa di Parma; apparteneva alla dinastia di Sassonia-Coburgo-Gotha, ramo bulgaro, e venne battezzata con i nomi Nadežda Clementina Maria Pia Majella. Aveva due fratelli maggiori, Boris e Kiril, ed una sorella maggiore, Evdokija. La madre, la principessa Maria Luisa, morì dando alla luce l'ultima figlia, la quale infatti fu educata sotto la guida della matrigna, la zarina Eleonora di Reuss-Köstritz . Il nome Nadezhda significa "speranza" . Il 24 gennaio 1924 nella città di Bad Mergentheim, Nadejda sposò il duca Alberto Eugenio del Württemberg (1895-1954), figlio del duca Alberto del Württemberg e della duchessa Margherita Sofia, nata arciduchessa d'Austria . La coppia ebbe cinque figli :
- Ferdinando (1925 - 2020), celibe e senza figli;
- Margherita Luisa (1928 - 2017), sposò il visconte Francesco di Chevigny (1923-2022) non ebbe figli, ma con un figlio nato prima del matrimonio;
- Eugenio Everardo (1930 - 2022), sposò nel 1962 l'arciduchessa Alessandra d'Austria, divorziarono nel 1972, senza figli;
- Alessandro Eugenio (1933 - 2024), celibe e senza figli;
- Sofia (1937), sposò nel 1969 Antonio Manuel Rôxo de Ramos-Bandeira (1937-1987), divorziarono nel 1974 senza figli.

Morì il 15 febbraio 1958 a Stoccarda, Baden-Württemberg, Germania, all'età di 59 anni e fu sepolta ad Altshausen, Ravensburg .

## Ascendenza
|                                    |                    |                                     | Genitori                                  |  |  | Nonni |  |  | Bisnonni                              |  |  | Trisnonni                                       |  |
|                                    |                    |                                     |                                           |  |  |       |  |  | Ferdinando di Sassonia-Coburgo-Kohary |  |  | Francesco Federico di Sassonia-Coburgo-Saalfeld |  |
|                                    |                    |                                     |                                           |  |  |       |  |  | Ferdinando di Sassonia-Coburgo-Kohary |  |  | Francesco Federico di Sassonia-Coburgo-Saalfeld |  |
|                                    |                    | Augusta di Reuss-Ebersdorf          |                                           |  |  |       |  |  | Ferdinando di Sassonia-Coburgo-Kohary |  |  |                                                 |  |
| Augusto di Sassonia-Coburgo-Kohary |                    |                                     |                                           |  |  |       |  |  | Ferdinando di Sassonia-Coburgo-Kohary |  |  |                                                 |  |
|                                    |                    | Maria Antonia di Koháry             | Ferenc József di Koháry                   |  |  |       |  |  |                                       |  |  |                                                 |  |
|                                    |                    | Maria Antonia di Koháry             | Ferenc József di Koháry                   |  |  |       |  |  |                                       |  |  |                                                 |  |
|                                    |                    | Maria Antonia di Koháry             | Maria Antonia von Waldstein zu Wartenberg |  |  |       |  |  |                                       |  |  |                                                 |  |
| Ferdinando I di Bulgaria           |                    | Maria Antonia di Koháry             |                                           |  |  |       |  |  |                                       |  |  |                                                 |  |
|                                    |                    | Luigi Filippo di Francia            | Luigi Filippo II di Borbone-Orléans       |  |  |       |  |  |                                       |  |  |                                                 |  |
|                                    |                    | Luigi Filippo di Francia            | Luigi Filippo II di Borbone-Orléans       |  |  |       |  |  |                                       |  |  |                                                 |  |
|                                    |                    | Luigi Filippo di Francia            | Luisa Maria Adelaide di Borbone           |  |  |       |  |  |                                       |  |  |                                                 |  |
| Clementina d'Orléans               |                    | Luigi Filippo di Francia            |                                           |  |  |       |  |  |                                       |  |  |                                                 |  |
|                                    |                    | Maria Amalia di Borbone-Due Sicilie | Ferdinando I delle Due Sicilie            |  |  |       |  |  |                                       |  |  |                                                 |  |
|                                    |                    | Maria Amalia di Borbone-Due Sicilie | Ferdinando I delle Due Sicilie            |  |  |       |  |  |                                       |  |  |                                                 |  |
|                                    |                    | Maria Amalia di Borbone-Due Sicilie | Maria Carolina d'Asburgo-Lorena           |  |  |       |  |  |                                       |  |  |                                                 |  |
| Nadežda di Bulgaria                |                    | Maria Amalia di Borbone-Due Sicilie |                                           |  |  |       |  |  |                                       |  |  |                                                 |  |
|                                    | Carlo III di Parma | Carlo II di Parma                   |                                           |  |  |       |  |  |                                       |  |  |                                                 |  |
|                                    | Carlo III di Parma | Carlo II di Parma                   |                                           |  |  |       |  |  |                                       |  |  |                                                 |  |
|                                    | Carlo III di Parma | Maria Teresa di Savoia              |                                           |  |  |       |  |  |                                       |  |  |                                                 |  |
| Roberto I di Parma                 | Carlo III di Parma |                                     |                                           |  |  |       |  |  |                                       |  |  |                                                 |  |
|                                    |                    | Luisa Maria di Borbone-Francia      | Carlo Ferdinando di Borbone-Francia       |  |  |       |  |  |                                       |  |  |                                                 |  |
|                                    |                    | Luisa Maria di Borbone-Francia      | Carlo Ferdinando di Borbone-Francia       |  |  |       |  |  |                                       |  |  |                                                 |  |
|                                    |                    | Luisa Maria di Borbone-Francia      | Carolina di Borbone-Due Sicilie           |  |  |       |  |  |                                       |  |  |                                                 |  |
| Maria Luisa di Borbone-Parma       |                    | Luisa Maria di Borbone-Francia      |                                           |  |  |       |  |  |                                       |  |  |                                                 |  |
|                                    |                    | Ferdinando II delle Due Sicilie     | Francesco I delle Due Sicilie             |  |  |       |  |  |                                       |  |  |                                                 |  |
|                                    |                    | Ferdinando II delle Due Sicilie     | Francesco I delle Due Sicilie             |  |  |       |  |  |                                       |  |  |                                                 |  |
|                                    |                    | Ferdinando II delle Due Sicilie     | Maria Isabella di Borbone-Spagna          |  |  |       |  |  |                                       |  |  |                                                 |  |
| Maria Pia di Borbone-Due Sicilie   |                    | Ferdinando II delle Due Sicilie     |                                           |  |  |       |  |  |                                       |  |  |                                                 |  |
|                                    |                    | Maria Teresa d'Asburgo-Teschen      | Carlo d'Asburgo-Teschen                   |  |  |       |  |  |                                       |  |  |                                                 |  |
|                                    |                    | Maria Teresa d'Asburgo-Teschen      | Carlo d'Asburgo-Teschen                   |  |  |       |  |  |                                       |  |  |                                                 |  |
|                                    |                    | Maria Teresa d'Asburgo-Teschen      | Enrichetta di Nassau-Weilburg             |  |  |       |  |  |                                       |  |  |                                                 |  |
|                                    |                    | Maria Teresa d'Asburgo-Teschen      |                                           |  |  |       |  |  |                                       |  |  |                                                 |  |